# Cookeina speciosa
Cookeina speciosa är en svampart som först beskrevs av Elias Fries, och fick sitt nu gällande namn av Dennis 1994. Cookeina speciosa ingår i släktet Cookeina och familjen Sarcoscyphaceae.   Inga underarter finns listade i Catalogue of Life.